# Persone di nome Valentin
| Questa pagina contiene informazioni ricavate automaticamente dalle voci biografiche con l'ausilio del template Bio e di un bot. L'aggiornamento è periodico e automatico e ricostruisce completamente la pagina. Se manca una persona in questa lista, sei pregato di non aggiungerla, ma accertati piuttosto che la sua voce biografica contenga il template Bio e che i dati anagrafici siano correttamente compilati. Se il template Bio manca, inseriscilo tu stesso o, in alternativa, metti l'avviso {{tmp\|Bio}} che ne segnala la mancanza. Se i dati riportati sono sbagliati, correggi direttamente la voce biografica; le modifiche saranno visibili in questa lista entro pochi giorni. Per chiarimenti vedi il progetto antroponimi. La lista contiene solo le 149 persone che sono citate nell'enciclopedia e per le quali è stato implementato correttamente il template Bio. Pagina aggiornata al 22 lug 2025. |

Questa è una lista di persone presenti nell'enciclopedia che hanno il nome Valentin, suddivise per attività principale.

## Allenatori di calcio(6)
- Valentin Afonin, allenatore di calcio e calciatore sovietico (Vladimir, n. 1939 - † 2021)
- Valentin Bădoi, allenatore di calcio e ex calciatore rumeno (Turnu Măgurele, n. 1975)
- Valentin Iliev, allenatore di calcio e ex calciatore bulgaro (Kneža, n. 1980)
- Valentin Koz'mič Ivanov, allenatore di calcio e calciatore sovietico (Mosca, n. 1934 - Mosca, † 2011)
- Valentin Nikolaev, allenatore di calcio e calciatore sovietico (Erosovo, n. 1921 - Mosca, † 2009)
- Valentin Stănescu, allenatore di calcio e calciatore rumeno (Bucarest, n. 1922 - † 1994)

## Altisti(1)
- Valentin Gavrilov, altista sovietico (Mosca, n. 1946 - Mosca, † 2003)

## Arbitri di calcio(1)
- Valentin Valentinovič Ivanov, ex arbitro di calcio russo (Mosca, n. 1961)

## Arbitri di pallacanestro(1)
- Valentin Lazarov, arbitro di pallacanestro bulgaro (Sofia, n. 1931 - † 2020)

## Artisti(1)
- Valentin Iuliano, artista e ex politico rumeno (Brașov, n. 1954)

## Astisti(1)
- Valentin Lavillenie, astista francese (Barbezieux-Saint-Hilaire, n. 1991)

## Attori(1)
- Valentin Zubkov, attore sovietico (n. 1923 - Mosca, † 1979)

## Aviatori(1)
- Valentin Bondarenko, aviatore e cosmonauta sovietico (Charkiv, n. 1937 - Mosca, † 1961)

## Biatleti(1)
- Valentin Pšenicyn, biatleta sovietico (n. 1936 - † 2007)

## Bobbisti(1)
- Valentin Krempl, bobbista tedesco (Rosenheim, n. 1904 - † 1945)

## Calciatori(37)
- Valentin Antov, calciatore bulgaro (Sofia, n. 2000)
- Valentin Atangana Edoa, calciatore francese (Yaoundé, n. 2005)
- Valentin Badea, ex calciatore rumeno (Alexandria, n. 1982)
- Valentin Balint, ex calciatore rumeno (Bucarest, n. 1994)
- Valentin Belon, ex calciatore francese (Béthune, n. 1995)
- Valentin Bubukin, calciatore e allenatore di calcio sovietico (Mosca, n. 1933 - Mosca, † 2008)
- Valentin Cojocaru, calciatore rumeno (Bucarest, n. 1995)
- Valentin Costache, calciatore rumeno (Videle, n. 1998)
- Valentin Coșereanu, calciatore rumeno (Scornicești, n. 1991)
- Valentin Crețu, calciatore rumeno (Buzău, n. 1989)
- Valentin Deliminkov, ex calciatore bulgaro (Burgas, n. 1957)
- Valentin Dima, ex calciatore rumeno (Bucarest, n. 1989)
- Valentin Dumitrache, calciatore rumeno (Buzău, n. 2003)
- Valentin Eysseric, calciatore francese (Aix-en-Provence, n. 1992)
- Valentin Filatov, ex calciatore russo (San Pietroburgo, n. 1982)
- Valentin Furdui, ex calciatore moldavo (Chișinău, n. 1987)
- Valentin Gendrey, calciatore francese (La Garenne-Colombes, n. 2000)
- Valentin Gheorghe, calciatore rumeno (Ploiești, n. 1997)
- Valentin Gromadzki, calciatore britannico
- Valentin Grubeck, calciatore austriaco (Schärding, n. 1995)
- Valentin Henry, calciatore francese (Brest, n. 1993)
- Valentin Ivakin, calciatore sovietico (Urjupinsk, n. 1940 - Mosca, † 2010)
- Valentin Jacob, calciatore francese (Parigi, n. 1994)
- Valentin Jeriomenko, calciatore lituano (Visaginas, n. 1989)
- Valentin Lavigne, calciatore francese (Lorient, n. 1994)
- Valentin Lazăr, ex calciatore rumeno (Ploiești, n. 1989)
- Valentin Lupașcu, ex calciatore moldavo (Ratuș, n. 1975)
- Valentin Mihăilă, calciatore rumeno (Târgoviște, n. 2000)
- Valentin Năstase, ex calciatore rumeno (Călineşti, n. 1974)
- Valentin Nikolov, calciatore bulgaro (Sofia, n. 2003)
- Valentin Roberge, calciatore francese (Montreuil, n. 1987)
- Valentin Rongier, calciatore francese (Mâcon, n. 1994)
- Valentin Rosier, calciatore francese (Montauban, n. 1996)
- Valentin Vasil'evič Sysoev, calciatore russo (n. 1887 - † 1971)
- Valentin Zoungrana, calciatore ivoriano (Abidjan, n. 1992)
- Valentin Ștefan, ex calciatore rumeno (Galați, n. 1967)
- Valentin Țicu, calciatore rumeno (Ploiești, n. 2000)

## Canottieri(2)
- Valentin Borejko, canottiere sovietico (Leningrado, n. 1933 - San Pietroburgo, † 2012)
- Valentin Onfroy, canottiere francese (Verdun, n. 1993)

## Cestisti(7)
- Valentin Bauer, cestista austriaco (Vienna, n. 1994)
- Valentin Bigote, cestista francese (Grande-Synthe, n. 1992)
- Valentin Kubrakov, ex cestista russo (Sal'sk, n. 1972)
- Valentin Novikov, ex cestista russo (Jakutsk, n. 1989)
- Valentin Spasov, ex cestista bulgaro (Sofia, n. 1946)
- Valentin Wegmann, ex cestista svizzero (Zurigo, n. 1979)
- Robert Zinn, cestista tedesco (Filderstadt, n. 1995)

## Ciclisti su strada(7)
- Valentin Darbellay, ciclista su strada e ex sciatore alpino svizzero (n. 1997)
- Valentin Ferron, ciclista su strada francese (Poitiers, n. 1998)
- Valentin Huot, ciclista su strada francese (Creyssensac-et-Pissot, n. 1929 - Manzac-sur-Vern, † 2017)
- Valentin Iglinskij, ex ciclista su strada kazako (Celinograd, n. 1984)
- Valentin Madouas, ciclista su strada francese (Brest, n. 1996)
- Valentin Paret-Peintre, ciclista su strada francese (Annemasse, n. 2001)
- Valentin Retailleau, ciclista su strada e ciclocrossista francese (Limoges, n. 2000)

## Compositori(1)
- Valentin Haussmann, compositore tedesco (Gerbstedt, n. 1560 - Gerbstedt, † 1614)

## Cosmonauti(1)
- Valentin Lebedev, cosmonauta sovietico (Mosca, n. 1942)

## Dirigenti sportivi(1)
- Valentin Stocker, dirigente sportivo e ex calciatore svizzero (Lucerna, n. 1989)

## Disc jockey(1)
- Kungs, disc jockey francese (Tolone, n. 1996)

## Filologi(1)
- Valentin Rose, filologo classico tedesco (Berlino, n. 1829 - † 1916)

## Filosofi(1)
- Valentin Feldman, filosofo francese (San Pietroburgo, n. 1909 - Suresnes, † 1942)

## Fisici(1)
- Valentin Ceaușescu, fisico, dirigente sportivo e ex politico rumeno (Bucarest, n. 1948)

## Fondisti(1)
- Valentin Chauvin, fondista francese (n. 1995)

## Generali(4)
- Valentin Feurstein, generale austriaco (Bregenz, n. 1885 - Innsbruck, † 1970)
- Valentin Vladimirovič Korabel'nikov, generale russo (Rasskazovo, n. 1946)
- Valentin Ivanovič Varennikov, generale sovietico (Krasnodar, n. 1923 - Mosca, † 2009)
- Valentin Veigl von Kriegeslohn, generale austriaco (Čortkiv, n. 1802 - Praga, † 1863)

## Ginnasti(1)
- Valentin Muratov, ginnasta e allenatore di ginnastica artistica sovietico (Kostûkovo, n. 1928 - Mosca, † 2006)

## Giocatori di curling(1)
- Valentin Tanner, giocatore di curling svizzero (Ginevra, n. 1992)

## Giocatori di football americano(1)
- Valentin Gnahoua, giocatore di football americano francese (Le Mans, n. 1994)

## Giornalisti(1)
- Valentin Areh, giornalista sloveno (Lubiana, n. 1971)

## Giuristi(1)
- Valentin Forster, giurista tedesco (Wittenberg, n. 1530 - Helmstedt, † 1608)

## Hockeisti su ghiaccio(2)
- Valentin Kuzin, hockeista su ghiaccio sovietico (Novosibirsk, n. 1926 - Mosca, † 1994)
- Vilém Loos, hockeista su ghiaccio e calciatore ceco (Praga, n. 1895 - Praga, † 1942)

## Hockeisti su prato(1)
- Valentin Verga, hockeista su prato olandese (Buenos Aires, n. 1989)

## Ingegneri(2)
- Valentin Petrovič Gluško, ingegnere aeronautico e politico sovietico (Odessa, n. 1908 - † 1989)
- Valentin Purrey, ingegnere francese (Layrac, n. 1861 - Bordeaux, † 1928)

## Linguisti(2)
- Valentin Michajlovič Borisov, linguista e aforista russo (n. 1924 - † 1987)
- Valentin Vološinov, linguista russo (San Pietroburgo, n. 1895 - Leningrado, † 1936)

## Lottatori(3)
- Valentin Jordanov, ex lottatore bulgaro (Sandrovo, n. 1960)
- Valentin Nikolaev, lottatore sovietico (n. 1924 - † 2004)
- Valentin Rajčev, ex lottatore bulgaro (Sofia, n. 1958)

## Marciatori(1)
- Valentin Kononen, ex marciatore finlandese (Helsinki, n. 1969)

## Matematici(1)
- Valentin Heins, matematico tedesco (Amburgo, n. 1637 - Amburgo, † 1704)

## Medici(1)
- Valentin Müller, medico tedesco (Zeilitzheim, n. 1891 - Eichstätt, † 1951)

## Nuotatori(2)
- Valentin Bayer, nuotatore austriaco (n. 1999)
- Valentin Kuz'min, nuotatore sovietico (Mosca, n. 1941 - Mosca, † 2008)

## Orientisti(1)
- Valentin Novikov, orientista russo (Belgorod, n. 1974)

## Pallamanisti(2)
- Valentin Porte, pallamanista francese (Versailles, n. 1990)
- Valentin Samungi, pallamanista rumeno (Bucarest, n. 1942 - † 2024)

## Pallanuotisti(1)
- Valentin Prokopov, pallanuotista sovietico (n. 1929)

## Pallavolisti(3)
- Valentin Bratoev, pallavolista bulgaro (Sofia, n. 1987)
- Valentin Golubev, pallavolista russo (Zavety Il'iča, n. 1992)
- Valentin Kitaev, pallavolista sovietico (Mosca, n. 1918 - Mosca, † 1991)

## Pedagogisti(1)
- Valentin Friedland, pedagogista tedesco (Troitschendorf, n. 1490 - Legnica, † 1556)

## Pentatleti(2)
- Valentin Belaud, pentatleta francese (Le Chesnay, n. 1992)
- Valentin Prades, pentatleta francese (Cannes, n. 1992)

## Piloti motociclistici(1)
- Valentin Debise, pilota motociclistico francese (Albi, n. 1992)

## Pistard(1)
- Valentin Tabellion, pistard e ciclista su strada francese (Boulogne-Billancourt, n. 1999)

## Pittori(3)
- Valentin Metzinger, pittore sloveno (Saint-Avold, n. 1699 - Lubiana, † 1759)
- Valentin Aleksandrovič Serov, pittore russo (San Pietroburgo, n. 1865 - Mosca, † 1911)
- Valentin de Boulogne, pittore francese (Coulommiers, n. 1591 - Roma, † 1632)

## Poeti(1)
- Valentin Vodnik, poeta e religioso sloveno (Zgornja Šiška, n. 1758 - Lubiana, † 1819)

## Politici(4)
- Valentin Inzko, politico e diplomatico austriaco (Klagenfurt am Wörthersee, n. 1949)
- Valentin Konovalov, politico russo (Ochotsk, n. 1987)
- Valentin Sergeevič Pavlov, politico sovietico (Mosca, n. 1937 - Mosca, † 2003)
- Valentin Popa, politico rumeno (n. 1964)

## Psichiatri(1)
- Valentin Faltlhauser, psichiatra tedesco (Wiesenfelden, n. 1876 - Monaco di Baviera, † 1961)

## Pugili(1)
- Valentin Silaghi, ex pugile rumeno (n. 1957)

## Rapper(1)
- Vald, rapper francese (Aulnay-sous-Bois, n. 1992)

## Registi(5)
- Valentin Gorlov, regista sovietico (Mosca, n. 1946)
- Valentin Alekseevič Morozov, regista sovietico (Nerčinsk, n. 1937)
- Valentin Nikolaevič Pluček, regista sovietico (Mosca, n. 1909 - Mosca, † 2002)
- Valentin Selivanov, regista sovietico (Kerč', n. 1938 - Mosca, † 1998)
- Valentin Nikolaevič Vinogradov, regista sovietico (Baku, n. 1933 - Mosca, † 2011)

## Rugbisti a 15(1)
- Valentin Ursache, rugbista a 15 rumeno (Târgu Neamț, n. 1985)

## Saltatori con gli sci(1)
- Valentin Foubert, saltatore con gli sci francese (Fontainebleau, n. 2002)

## Sciatori alpini(2)
- Valentin Giraud Moine, sciatore alpino francese (Gap, n. 1992)
- Valentin Jachmann, sciatore alpino tedesco (n. 2001)

## Scrittori(6)
- Valentin Bulgakov, scrittore e pacifista russo (Kuzneck, n. 1886 - Jasnaja Poljana, † 1966)
- Valentin Conrart, scrittore francese (Parigi, n. 1603 - Parigi, † 1675)
- Valentin Petrovič Kataev, scrittore russo (Odessa, n. 1897 - Mosca, † 1986)
- Valentin Pikul', scrittore sovietico (Leningrado, n. 1928 - Riga, † 1990)
- Marcel Proust, scrittore, saggista e critico letterario francese (Parigi, n. 1871 - Parigi, † 1922)
- Valentin Grigor'evič Rasputin, scrittore russo (Atalanka, n. 1937 - Mosca, † 2015)

## Scultori(1)
- Valentin Gallmetzer, scultore italiano (Obereggen, n. 1870 - Chiusa, † 1958)

## Sollevatori(2)
- Valentin Hristov, sollevatore bulgaro (Šumen, n. 1994)
- Valentin Hristov, ex sollevatore bulgaro (Pernik, n. 1956)

## Storici(1)
- Raimond van Marle, storico e storico dell'arte olandese (L'Aia, n. 1887 - Perugia, † 1936)

## Tennisti(1)
- Valentin Vacherot, tennista francese (Roquebrune-Cap-Martin, n. 1998)

## Tenori(1)
- Valentin Adamberger, tenore tedesco (Rohr, n. 1740 - Vienna, † 1804)

## Teologi(2)
- Valentin Schmalz, teologo tedesco (Gotha, n. 1572 - Raków, † 1622)
- Valentin Weigel, teologo, filosofo e scrittore tedesco (Hayn, n. 1533 - Zschopau, † 1588)

## Velisti(1)
- Valentin Mankin, velista sovietico (Kiev, n. 1938 - Viareggio, † 2014)

## Vescovi cattolici(1)
- Esprit Fléchier, vescovo cattolico francese (Pernes-les-Fontaines, n. 1632 - Nîmes, † 1710)

## Senza attività specificata(1)
- Valentin Zietara, grafico, illustratore e pittore tedesco (Friedrichsau, n. 1883 - Monaco di Baviera, † 1935)